# پلکوناریل
پلکوناریل یک داروی ضد ویروس است که برای پیشگیری از تشدید علائم سرماخوردگی در بیمارانی که در معرض عفونت‌های تنفسی Picornavirus هستند، ساخته شده‌است. این دارو که به صورت خوراکی یا داخل دهانی به کار می‌رود، علیه ویروس‌های خانواده پیکورنویریده عمل می‌کند. این دارو برای کودکان استفاده نمی‌شود و معمولاً برای بزرگسالان است.

## تاریخچه
پلکوناریل در ابتدا توسط Sanofi-Aventis توسعه یافت و مجوز ViroPharma را در سال 1997 گرفت. ViroPharma آن را بیشتر توسعه داد و در سال 2001 درخواست ادوات جدید برای اداره غذا و داروی ایالات متحده (FDA) را ارائه کرد. این درخواست با توجه به نگرانی های امنیتی رد شد و ViroPharma مجدداً مجوز دارو را به Schering-Plough در سال 2003 ارسال کرد. کارآزمایی بالینی مرحله دوم در سال 2007 تکمیل شد. یک اسپری نیم تنه پلوناریل به درمان بالینی فاز 2 برای درمان علائم سرماخوردگی و عوارض آسم رسید. با این حال، نتایج هنوز گزارش نشده است.